# Örebro pastorat
Örebro pastorat är ett pastorat i Norra Närkes kontrakt i Strängnäs stift i Örebro kommun och Lekebergs kommun i Örebro län. Ingemar Söderström var 2014-2017 kyrkoherde i pastoratet. Han efterträddes av Ewa Selin som lämnade tjänsten 2021. Sedan 2021 är Anders Lennartsson kyrkoherde i Örebro.
Pastoratet bildades 2014 genom sammanläggning av pastoraten:
- Almby pastorat
- Adolfsberg, Mosjö och Täby pastorat
- Edsbergs pastorat överfördes samtidigt från Glanshammars och Edsbergs kontrakt
- Längbro pastorat
- Mikaels pastorat
- Örebro Nikolai pastorat
- Örebro Olaus Petri pastorat

Pastoratet består av följande församlingar:
- Adolfsbergs församling
- Almby församling
- Edsbergs församling
- Längbro församling
- Mikaels församling
- Mosjö-Täby församling
- Örebro Nikolai församling
- Örebro Olaus Petri församling

Pastoratskod är 040801.